# Aurore Clément
Aurore Clément (anhörenⓘ; * 12. Oktober 1945 als Marie-Thérèse Aurore Louise Clément in Soissons) ist eine französische Theater- und Filmschauspielerin.

## Leben und Karriere
Nach dem frühen Tod ihres Vaters sorgte die Bauerntochter mit 16 Jahren für den Unterhalt ihrer Familie. Nach dem tödlichen Unfall ihrer Schwester ging sie als Mannequin nach Paris. Louis Malle entdeckte sie auf dem Titelblatt der Zeitschrift Elle und gab ihr 1974 eine Rolle in dem Film Lacombe, Lucien. Es folgten zahlreiche weitere Filme. Darüber hinaus wurde sie eine geachtete Theaterschauspielerin.

## Sonstiges
- Aurore Clément ist mit Dean Tavoularis verheiratet, den sie während der Dreharbeiten zu Apocalypse Now kennenlernte.
- Mit Sofia Coppola, der Tochter von Francis Ford Coppola, drehte sie die internationale Kinofilmproduktion Marie Antoinette.
- Im Jahr 2018 wurde sie in die Academy of Motion Picture Arts and Sciences aufgenommen, die jährlich die Oscars vergibt.[1]

## Filmografie (Auswahl)
- 1974: Lacombe, Lucien (Lacombe Lucien) - Regie: Louis Malle
- 1976: Agnes geht in den Tod (L’agnese va a morire) – Regie: Giuliano Montaldo
- 1977: Der Richter, den sie Sheriff nannten (Le juge Fayard dit Le Shériff)
- 1978: Les Rendez-vous d’Anna – Regie: Chantal Akerman
- 1979: Reise mit Anita (Viaggio con Anita) – Regie: Mario Monicelli
- 1979: Apocalypse Now (nur in den Redux- und Final Cut-Versionen)
- 1980: Soweit das Auge reicht – Regie: Erwin Keusch
- 1982: Die Fantome des Hutmachers (Les fantômes du chapelier) – Regie: Claude Chabrol
- 1982: Eine ganze Nacht (Toute une nuit) – Regie: Chantal Akerman
- 1983: El Sur (Der Süden) (El sur) – Regie: Víctor Erice
- 1984: Paris, Texas – Regie: Wim Wenders
- 1984: Das Buch der Maria (Le livre de Marie) – Regie: Anne-Marie Miéville
- 1985: Die Abschlußfeier (Festa di laurea) – Regie: Pupi Avati
- 1985: Blick in den Spiegel (Le regard dans le miroir) (Fernseh-Mehrteiler)
- 1987: Farewell Moskau (Mosca addio) – Regie: Mauro Bolognini
- 1996: Mein Mann (Mon homme) – Regie: Bertrand Blier
- 1996: Die Elsässer (Les Alsaciens ou les Deux Mathilde) (Fernsehfilm)
- 1997: Nous sommes tous encore ici – Regie: Anne-Marie Miéville
- 1998: Zu verkaufen (À vendre) – Regie: Laetitia Masson
- 1999: Love Me – Regie: Laetitia Masson
- 2000: Die Gefangene (La captive) – Regie: Chantal Akerman
- 2000: Der Voyeur (Faites comme si je n’étais pas là) – Regie: Olivier Jahan
- 2001: Trouble Every Day – Regie: Claire Denis
- 2002: La repentie – Regie: Laetitia Masson
- 2002: Eine ganz private Affäre (Une affaire privée)
- 2003: Bon Voyage
- 2004: Happy End mit Hindernissen (Ils se marièrent et eurent beaucoup d’enfants)
- 2004: Die Brautjungfer (La demoiselle d’honneur)
- 2004: Morgen ziehen wir um (Demain on déménage)
- 2005: Mein kleines Jerusalem (La petite Jérusalem) – Regie: Karin Albou
- 2006: Marie Antoinette
- 2006: Wie eine richtige Familie (Mon frère se marie)
- 2008: Cortex – Regie: Nicolas Boukhrief
- 2012: Spieglein an der Wand (Miroir mon amour)
- 2014: Eine neue Freundin (Une nouvelle amie)
- 2015: A bigger splash
- 2017: Barbara – Regie: Mathieu Amalric
- 2022: Mit Pulver und Blei (Chevrotine)
- 2022: Maigret – Regie: Patrice Leconte
- 2023: Voll ins Leben (La vie pour de vrai)
- 2024: Les paradis de Diane
- 2025: Vie privée

## Auszeichnungen
- 1989: Prix du Syndicat de la critique für die Theaterentdeckung des Jahres in La Vie singulière d'Albert Nobbs
- 1997: Adolf-Grimme-Preis für Die Elsässer
- 2001: Nominierung für den Molière in der Kategorie Beste Nebendarstellerin
- 2024: Auszeichnung mit dem Ehrenpreis der belgischen „Magritte du Cinéma“[2]